# Црна дама (сингл)
Црна дама је сингл крагујевачке групе Смак. Сингл је објављен 1977. Текстописац је Мирко Глишић, а композитор Радомир Михајловић Точак.
Снимање је обављено у Лондону, а у иностранству је издата под именом Black Lady.